# Saint-Manvieu-Bocage
Saint-Manvieu-Bocage település Franciaországban, Calvados megyében. Lakosainak száma 551 fő (2018. január 1.). Saint-Manvieu-Bocage Champ-du-Boult, Coulonces, Mesnil-Clinchamps, Saint-Germain-de-Tallevende-la-Lande-Vaumont, Saint-Sever-Calvados és Vire községekkel határos.

## Népesség
A település népessége az elmúlt években az alábbi módon változott:
| Lakosok száma | 429  | 364  | 354  | 420  | 507  | 559  | 545  | 547  | 556  | 551  |
|               | 1968 | 1975 | 1982 | 1990 | 1999 | 2011 | 2013 | 2015 | 2017 | 2018 |